# 877-es tervszámú tengeralattjáró
A 877-es tervszámú tengeralattjáró vagy Projekt 877 Paltusz (oroszul: Па́лтус, jelentése laposhal, NATO-kódneve: Kilo class) szovjet dízel-elektromos támadó-tengeralattjáró-osztály. Az osztályt az 1990-es évek közepéig gyártották és ezután elkezdték a fejlettebb, 636-os tervszámú Varsavjanka tengeralattjáró-osztály gyártását, ami fejlesztett Kilo-osztályként is ismert nyugaton.

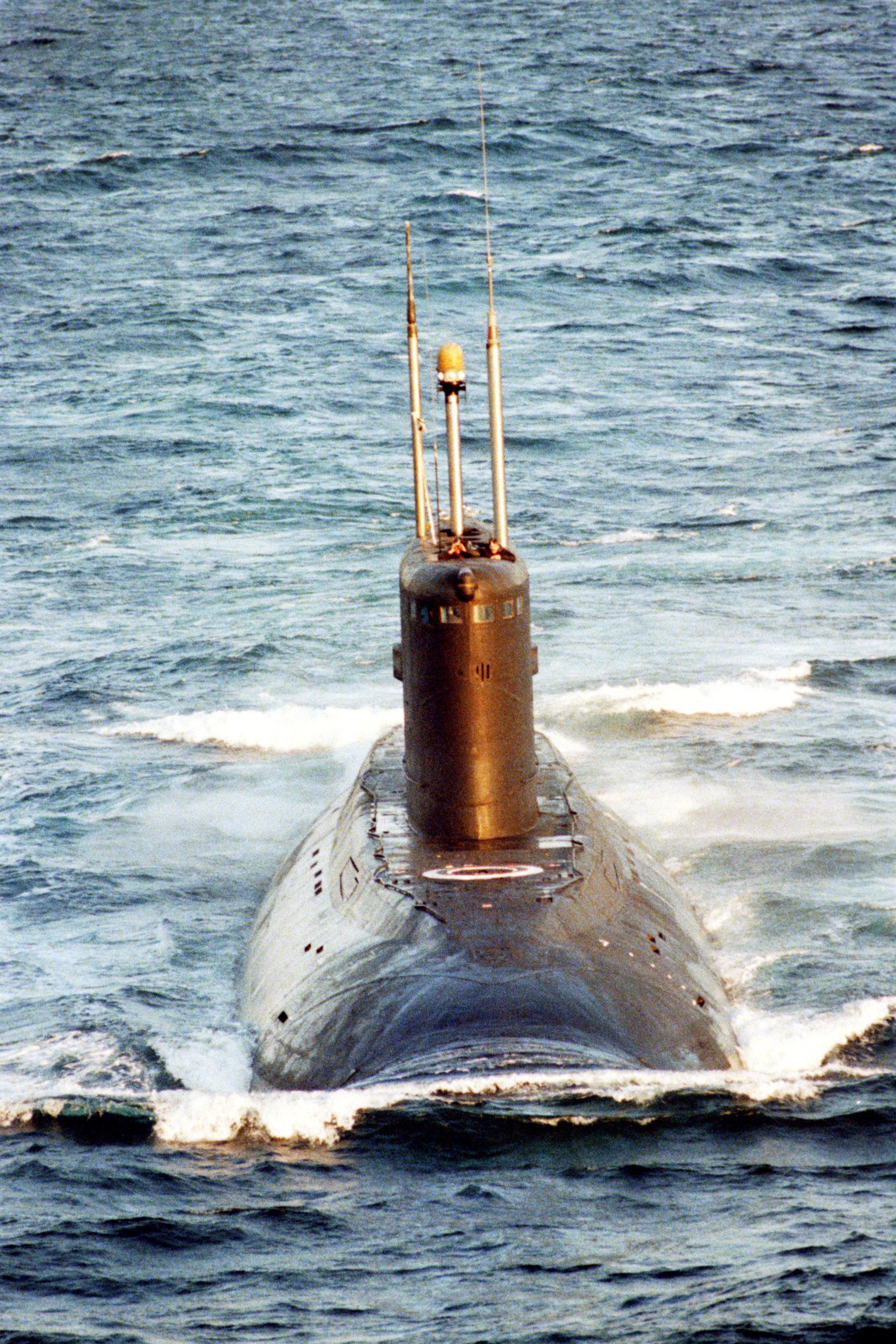
Egy orosz Kilo-osztályú tengeralattjáró a felszínen

## Szerepe
A tengeralattjáró-osztályt főleg hajóelhárító és tengeralattjáró-ellenes tevékenységekre szánják, főleg sekély vizekben. Az eredeti 877-eseket Rubikon MGK-400 (NATO-kódneve: Shark Gill) szonárral szerelték fel, ami magába foglal egy MG-519 Arfa (NATO-kódneve: Mouse Roar) aknamentesítő és elhárító szonárt.
Az újabb 636-os tervszámú osztályt egy fejlesztett MGK-400EM, és MG-519EM szonárral szerelték fel. Az MGK 400E 16 km távolságon képes felismerni 0,05 Pa/Hz zajszintű tengeralattjárókat, 100 km-en pedig 10 Pa/Hz zajszintű felszíni hajókat. A fejlesztett szonárrendszer lecsökkentette az üzemeltetésükhöz szükséges emberek számát.
A visszhangcsökkentő csempéket a tengeralattjáró burkolatára és kormánylapátjára helyezik, hogy elnyeljék egy aktív szonár hanghullámait, így a visszatérő jel csökkenését és torzulását eredményezve.

## Jövője
A Kilo osztályt a Lada osztályának kellett volna követnie, azonban 2011 novemberére nyilvánvalóvá vált, hogy a Lada osztály építése késik, mert a Sankt Peterburg (B-585), az osztály vezető hajója komoly hiányosságokat mutatott. 2012. július 27-én az Orosz Haditengerészet főparancsnoksága bejelentette, hogy a Lada-osztályú tengeralattjárók építése folytatódik, de a tervek változtatásokon mennek keresztül.
Jelentések szerint a sorozatgyártást a 2010-es évekre tervezték.
Ennek ellenére az Orosz Hgaditengerészet a Kilo-osztály továbbfejlesztett változatának, a 636.3-as tervszámú tengeralattjárókkal megépítésével nagy előrelépést tett. Hat egységet építettek a Fekete-tengeri flotta számára és továbbiakat építenek a Csendes-óceáni és a balti flották számára.

## Változatai
Egy 877-es tengeralattjárót, a B–871 Alrosza-t vízsugárhajtóművel szerelték fel.
A Kilo 636MV típusba egy GE2-01 radart e egy fejlesztett MGK 400E szonárt építettek.

## Üzemeltetők
- Algéria
- Kína
- India
- Mianmar
- Lengyelország
- Irán
- Románia
- Oroszország
- Vietnám

## Általános jellemzők

A Kilo-osztály jellegrajza

- Vízkiszorítás
  - felszínen 2,300–2,350 t
  - lemerülve 3,000–4,000 t
- Hossz
  - 70–74 m
- Szélesség
  - 9,9 m
- Merülés
  - 6,2–6,5 m
- Teljesítmény
  - 4,400 kW teljesítményű dízel-elektromos motor
- Sebesség
  - felszínen 10–12 csomó(18–22 km/h)
  - lemerülve 17–25 csomó (31–46 km/h)
- Hatótávolság
  - lemerülve 700 km 3 csomó sebességen (6 km/h)
  - lemerülve 11,000 km 7 csomó sebességen (13 km/h)
  - 45 napos tengeri hatótávolság
- Fegyverzet
  - Légvédelem: 8 Strela-3 vagy 8 Igla-1, de ezt elutasították.
  - Hat 533 mm-es torpedóvetőcső 18 db 53-65 ASuW vagy TEST 71/76 ASW torpedóval vagy VA-111 Shkval torpedóval, 24 db DM-1, Kalibr-PL robotrepülőgépek

## 877-es tervszámú egységek
| Üzemeltető | #              | Név                                   | Kikötő                | Tervszám         | Hajógerinc lefektetése | Vízrebocsátás    | Szolgálatba állítás | Flotta | Állapot |
| ---------- | -------------- | ------------------------------------- | --------------------- | ---------------- | ---------------------- | ---------------- | ------------------- | ------ | --- |
| RUS        | B-248          | x                                     | Komszomolszk-na-Amure | 877              | 1980.03.16             | 1980.09.12       | 1980.12.31          |        | 2001-ben kivonták a szolgálatból |
| RUS        | B-260          | Chita                                 | Komszomolszk-na-Amure | 877              | 1981.02.22             | 1981.08.23       | 1981.12.30          | PF     | 2013-ban kivonták a szolgálatból, 2019-ben elsüllyedt                                                                                      |
| RUS        | B-227          | Viborg                                | Komszomolszk-na-Amure | 877              | 1982.02.23             | 1982.09.16       | 1983.02.23          | BF     | 2018-ban kivonták a szolgálatból |
| RUS        | B-229          | x                                     | Komszomolszk-na-Amure | 877              | 1983.02.23             | 1983.07.15       | 1983.10.30          |        | 2002-ben kivonták a szolgálatból |
| RUS        | B-404          | x                                     | Komszomolszk-na-Amure | 877              | 1983.05.07             | 1983.09.24       | 1983.12.30          |        | 2002-ben kivonták a szolgálatból |
| RUS        | B-401          | Novoszibirszk                         | Nyizsnyij Novgorod    | 877              | 1982.10.06             | 1984.03.15       | 1984.09.30          | NF     | 2012-ben kivonták a szolgálatból |
| RUS        | B-402          | Vologda                               | Nyizsnyij Novgorod    | 877              | 1983.08.24             | 1984.09.29       | 1984.12.30          | NF     | 2016-ban kivonták a szolgálatból |
| RUS        | B-405          | (ex Tyumenszkij Komszomolec)          | Komszomolszk-na-Amure | 877              | 1984.04.20             | 1984.09.21       | 1984.12.30          |        | 2002-ben kivonták a szolgálatból |
| POL        | 291 (ex-B-351) | Orzeł                                 | Nyizsnyij Novgorod    | 877E             | 1984                   | 1985             | 1985                |        | aktív |
| ROU        | 581 (ex-B-801) | Delfinul                              | Nyizsnyij Novgorod    | 877E             | 1984                   | 1985             | 1985                |        | 1996 óta nem mozdult ki a konstancai katonai kikötőből, mivel akkumulátorai - és időközben más berendezései is - használhatatlanná váltak. |
| IND        | S55            | Sindhughosh                           | Szentpétervár         | 877EKM           | 1983.05.29             | 1985.07.29       | 1985.11.25          |        | aktív |
| RUS        | B-470          | x                                     | Komszomolszk-na-Amure | 877              | 1985.05.06             | 1985.08.27       | 1985.12.30          |        | 2005-ben kivonták a szolgálatból |
| RUS        | B-806          | Dmitrov                               | Nyizsnyij Novgorod    | 877EKM[forrás?]  | 1984.10.15             | 1986.04.30       | 1986.09.25          | BF     | aktív |
| IND        | S56            | Sindhudhvaj                           | Szentpétervár         | 877EKM           | 1986.04.01             | 1986.07.27       | 1986.11.25          |        | aktív |
| ALG        | 012            | Rais Hadj Mubarek                     | Nyizsnij Novgorod     | 877EKM           | 1985                   | 1986             | 1986.11.29          |        | 2010-ben fejlesztve |
| RUS        | B-439          | x                                     | Komszomolszk-na-Amure | 877              | 1986.04.04             | 1986.07.31       | 1986.12.30          |        | 2005-ben kivonták a szolgálatból |
| IND        | S57            | Sindhuraj                             | Nyizsnyij Novgorod    | 877EKM           | 1986                   | 1987             | 1987.09.02          |        | aktív |
| ALG        | 013            | El Hadj Slimane                       | Nyizsnyij Novgorod    | 877EKM           | 1986                   | 1987             | 1987.11.25          |        | 2011-ben fejlesztve |
| MYA        | 71             | UMS Minye Theinkhathu, (ex-Sindhuvir) | Szentpétervár         | 877EKM           | 1987.05.15             | 1987.09.13       | 1987.12.25          |        | |
| RUS        | B-445          | Szvjatoj Nyikolaj Csudotvorec         | Komszomolszk-na-Amure | 877              | 1987.03.21             | 1987.09.26       | 1988.01.30          | PF     | ismeretlen |
| IND        | S59            | Sindhuratna                           | Nyizsnyij Novgorod    | 877EKM           | 1987                   | 1988             | 1988.08.14          |        | aktív |
| IND        | S60            | Sindhukesari                          | Szentpétervár         | 877EKM           | 1988.04.20             | 1988.08.16       | 1988.10.29          |        | aktív |
| RUS        | B-808          | Jaroszlavl                            | Nyizsnyij Novgorod    | 877              | 1986.09.29             | 1988.07.30       | 1988.12.27          | NF     | aktív |
| RUS        | B-394          | Nurlat                                | Komszomolszk-na-Amure | 877              | 1988.04.15             | 1988.09.03       | 1988.12.30          | PF     | aktív |
| RUS        | B-800          | Kaluga (ex-Vologodszkiij Komszomolec) | Nyizsnyij Novgorod    | 877LPMB[forrás?] | 1987.03.05             | 1989.05.07       | 1989.09.30          | NF     | aktív |
| IND        | S61            | Sindhukirti                           | Szentpétervár         | 877EKM           | 1989.04.05             | 1989.08.26       | 1989.10.30          |        | aktív |
| RUS        | B-464          | Uszty-Kamcsatszk                      | Komszomolszk-na-Amure | 877              | 1989.05.26             | 1989.09.23       | 1990.01.30          | PF     | aktív |
| RUS        | B-459          | Vlagyikavkaz                          | Nyizsnyij Novgorod    | 877              | 1988.02.25             | 1990.04.29       | 1990.09.30          | NF     | aktív |
| IND        | S62            | Sindhuvijay                           | Szentpéteri           | 877EKM           | 1990.04.06             | 1990.07.27       | 1990.10.27          |        | aktív |
| RUS        | B-871          | Alrosza                               | Nyizsnyij Novgorod    | 877V[forrás?]    | 1988.05.17             | 1989. szeptember | 1990.12.30          | BSF    | javítás alatt |
| RUS        | B-471          | Magnyitogorszk                        | Nyizsnyij Novgorod    | 877              | 1988.10.26             | 1990.09.22       | 1990.12.30          | NF     | aktív |
| RUS        | B-494          | Uszty'-Bolsereck                      | Komszomolszk-na-Amure | 877              | 1990.05.05             | 1990.10.04       | 1990.12.30          | PF     | aktív |
| IRN        | 901            | Taregh                                | Szentpétervár         | 877EKM           | 1991.04.05             | 1991.09.25       | 1991.12.25          |        | aktív |
| RUS        | B-187          | Komszomolszk-na-Amure                 | Komszomolszk-na-Amure | 877              | 1991.05.07             | 1991.10.05       | 1991.12.30          | PF     | aktív |
| RUS        | B-177          | Lipeck                                | Nyizsnyij Novgorod    | 877              | 1989.11.03             | 1991.07.27       | 1991.12.30          | NF     | aktív |
| RUS        | B-190          | Krasznokamenszk                       | Komszomolszk-na-Amure | 877              | 1992.05.08             | 1992.09.25       | 1992.12.30          | PF     | aktív |
| IRN        | 902            | Noah                                  | Szentpétervár         | 877EKM           | 1992.04.30             | 1992.10.16       | 1992.12.31          |        | ismeretlen |
| RUS        | B-345          | Mogocsa                               | Komszomolszk-na-Amure | 877              | 1993.04.22             | 1993.10.06       | 1994.01.22          | PF     | aktív |
| PRC        | 364            | Yuan Zheng 64 Hao                     | Nyizsnyij Novgorod    | 877EKM           | ???                    | 1994             | 1994.11.10          |        | aktív |
| PRC        | 365            | Yuan Zheng 65 Hao                     | Nyizsnyij Novgorod    | 877EKM           | ???                    | 1995             | 1995.08.14          |        | aktív |
| IRN        | 903            | Yunes                                 | Szentpétervár         | 877EKM           | 1992.02.05             | 1994.07.12       | 1996.09.02          |        | aktív |
| IND        | S63            | Sindhurakshak                         | Szentpétervár         | 877EKM           | 1995.02.16             | 1997.06.26       | 1997.10.02          |        | 2013 augusztus 14-én felrobbant a lőszerraktár A mumbai kikötőben                                                                          |
| IND        | S65            | Sindhurashtra                         | Szentpétervár         | 877EKM           | 1998.12.12             | 1999.10.14       | 2000.05.16          |        | aktív |

## 636-os tervszámú egységek
| Üzemeltető | #      | Név               | Kikötő             | Tervszám | Hajógerinc lefektetése | Vízre bocsátás      | Szolgálatba állítás | Flotta | Állapot |
| ---------- | ------ | ----------------- | ------------------ | -------- | ---------------------- | ------------------- | ------------------- | ------ | ------- |
| PRC        | 366    | Yuan Zheng 66 Hao | Szentpétervár      | 636      | 1996. július 16.       | 1997. április 26    | 1997. augusztus 26. |        | aktív   |
| PRC        | 367    | Yuan Zheng 67 Hao | Szentpétervár      | 636      | 1997. augusztus 28.    | 1998. június 18.    | 1998. október 25.   |        | aktív   |
| PRC        | 368    | Yuan Zheng 68 Hao | Szentpétervár      | 636M     | 2002. október 18.      | 2004. május 27.     | 2004. október 20.   |        | aktív   |
| PRC        | 369    | Yuan Zheng 69 Hao | Szentpétervár      | 636M     | 2002. október 18.      | 2004. augusztus 19. | 2005                |        | aktív   |
| PRC        | 370    | Yuan Zheng 70 Hao | Szentpétervár      | 636M     | 2004                   | 2005 május          | 2005                |        | aktív   |
| PRC        | 371    | Yuan Zheng 71 Hao | Szentpétervár      | 636M     | 2004                   | 2005                | 2005                |        | aktív   |
| PRC        | 372    | Yuan Zheng 72 Hao | Szentpétervár      | 636M     | 2005                   | 2005                | 2006                |        | aktív   |
| PRC        | 373    | Yuan Zheng 73 Hao | Nyizsnyij Novgorod | 636M     | 1992 július            | 2004. május 8.      | 2005. augusztus 5.  |        | aktív   |
| PRC        | 374    | Yuan Zheng 74 Hao | Severodvinsk       | 636M     | 2003. május 29.        | 2005. május 21.     | 2005. december 30.  |        | aktív   |
| PRC        | 375    | Yuan Zheng 75 Hao | Szeverodvinszk     | 636M     | 2003. május 29.        | 2005. július 14.    | 2005. december 30.  |        | aktív   |
| ALG        | 021    | Messali el Hadj   | Szentpétervár      | 636M     | 2006                   | 2008. november 20.  | 2009. augusztus 28. |        | aktív   |
| ALG        | 022    | Akram Pacha       | Szentpétervár      | 636M     | 2007                   | 2009. április 9.    | 2009. október 29.   |        | aktív   |
| VIE        | HQ-182 | Hà Nội            | Szentpétervár      | 636.1    | 2010. augusztus 25.    | 2012. augusztus 28. | 2014. április 3.    |        | aktív   |
| VIE        | HQ-183 | Hồ Chí Minh City  | Szentpétervár      | 636.1    | 2011. szeptember 28.   | 2012 december 28.   | 2014. április 3.    |        | aktív   |
| VIE        | HQ-184 | Hải Phòng         | Szentpétervár      | 636.1    |                        | 2013 augusztus      | 2015. augusztus 1.  |        | aktív   |
| VIE        | HQ-185 | Khánh Hoà         | Szentpétervár      | 636.1    | 2013                   | 2014. március 28.   | 2015. augusztus 1.  |        | aktív   |
| VIE        | HQ-186 | Đà Nẵng           | Szentpétervár      | 636.1    |                        | 2014. december 28.  | 2017. február 28.   |        | aktív   |
| VIE        | HQ-187 | Bà Rịa-Vũng Tàu   | Szentpétervár      | 636.1    | 2014. március 28.      | 2015. február 28.   | 2017. február 28.   |        | aktív   |
| ALG        | 031    | El Ouarsenis      | Szentpétervár      | 636.1    | 2015                   | 2017. március 14.   | 2019. január 9.     |        | aktív   |
| ALG        | 032    | El Hoggar         | Szentpétervár      | 636.1    |                        | 2018. június 18.    | 2019. január 9.     |        | aktív   |

## 636.3-as tervszámú egységek
| Üzemeltető | #     | Név                          | Kikötő        | Tervszám | Hajógerinc lefektetése | Vízre bocsátás      | Szolgálatba állítás | Flotta                | Állapot            |
| ---------- | ----- | ---------------------------- | ------------- | -------- | ---------------------- | ------------------- | ------------------- | --------------------- | ------------------ |
| RUS        | B-261 | Novorossziijszk              | Szentpétervár | 636.3    | 2010. augusztus 20.    | 2013. november 28.  | 2014. augusztus 22. | Balti-flotta          | aktív              |
| RUS        | B-237 | Rosztov-Don                  | Szentpétervár | 636.3    | 2011. november 21      | 2014. június 26.    | 2014. december 30.  | Balti-flotta          | aktív              |
| RUS        | B-262 | Sztariij Oszkol              | Szentpétervár | 636.3    | 2012. augusztus 17.    | 2014. augusztus 28. | 2015. június 25.    | Balti-flotta          | aktív              |
| RUS        | B-265 | Krasznodar                   | Szentpétervár | 636.3    | 2014. február 20.      | 2015. április 25.   | 2015. november 5.   | Balti-flotta          | aktív              |
| RUS        | B-268 | Velikiij Novgorod            | Szentpétervár | 636.3    | 2014. október 30.      | 2016. március 18.   | 2016. október 25.   | Balti-flotta          | aktív              |
| RUS        | B-271 | Kolpino                      | Szentpétervár | 636.3    | 2014. október 30.      | 2016. május 31.     | 2016. november 24.  | Balti-flotta          | aktív              |
| RUS        | B-274 | Petropavlovszk-Kamcsatszkiij | Szentpétervár | 636.3    | 2017. július 28.       | 2019. május 28.     | 2019. november 25.  | Csendes-óceáni Flotta | aktív              |
| RUS        | B-603 | Volhov                       | Szentpétervár | 636.3    | 2017. július 28.       | 2019. december 26.  | 2020. október 24.   | Csendes-óceáni Flotta | aktív              |
| RUS        | B-??? | Magadan                      | Szentpétervár | 636.3    | 2019. november 1.      | 2020                | 2022?               | Csendes-óceáni Flotta | under construction |
| RUS        | B-??? | Ufa                          | Szentpétervár | 636.3    | 2019 november 1        | 2021                | 2022?               | Csendes-óceáni Flotta | építés alatt       |
| RUS        | B-??? | Mozsajszk                    | Szentpétervár | 636.3    | 2020                   | 2021                | 2022/23             | Csendes-óceáni Flotta | megrendelve        |
| RUS        | B-??? |                              | Szentpétervár | 636.3    | 2020                   | 2022                | 2024?               | Csendes-óceáni Flotta | megrendelve        |
| RUS        | B-??? |                              | Szentpétervár | 636.3    |                        |                     |                     | Balti-flotta          | megrendelve        |

## Fordítás
Ez a szócikk részben vagy egészben  a   Kilo-class submarine című angol Wikipédia-szócikk fordításán alapul.  Az eredeti cikk szerkesztőit annak laptörténete sorolja fel. Ez a jelzés csupán a megfogalmazás eredetét és a szerzői jogokat jelzi, nem szolgál a cikkben szereplő információk forrásmegjelöléseként.

## Kapcsolódó szócikk
- Szovjet és orosz tengeralattjáró-osztályok listája